# Wietnam na Letnich Igrzyskach Olimpijskich 1996
Wietnam na Letnich Igrzyskach Olimpijskich 1996 reprezentowało sześcioro zawodników: 3 mężczyzn i 3 kobiety. Był to czwarty występ reprezentacji Wietnamu na letnich igrzyskach olimpijskich.

## Skład kadry

### Judo
Kobiety
- Cao Ngọc Phương Trịnh - waga do 48 kg - 15. miejsce,

### Lekkoatletyka
Kobiety
- Vũ Bích Hương - bieg na 100 m - odpadła w eliminacjach,

Mężczyźni
- Lâm Hải Vân - bieg na 100 m - odpadł w eliminacjach,

### Pływanie
Kobiety
- Võ Trần Trương An - 50 m stylem dowolnym - 52. miejsce,

Mężczyźni
- Trương Ngọc Tuấn - 200 m stylem grzbietowym - 38. miejsce,

### Strzelectwo
Mężczyźni
- Trịnh Quốc Việt - pistolet dowolny 50 m - 44. miejsce,